# CRH6
Der CRH6 Hexie (vereinfachtes Chinesisch: 和谐号; traditionelles Chinesisch: 和諧號; Pinyin: Héxié Hào; wörtlich: „Harmonie“) ist eine neue Generation von Regional- und Hochgeschwindigkeitstriebzügen der Volksrepublik China. Er wurde von CRRC Qingdao Sifang entworfen und wird von CRRC Nanjing Puzhen bei seiner Tochtergesellschaft, der CSR Guangdong Jiangmen, hergestellt.

## Überblick

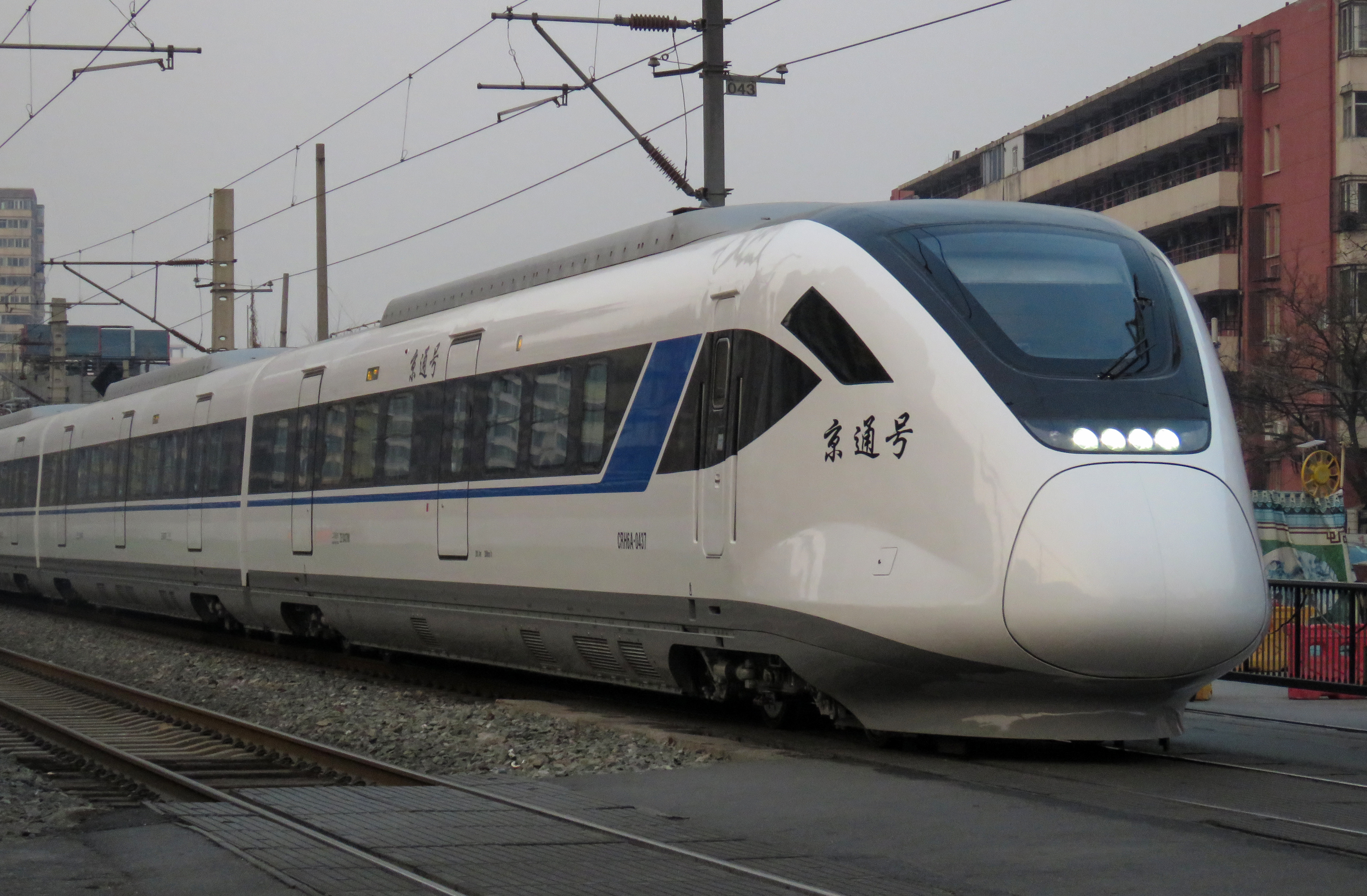
Ein CRH6A der Sub-Central Line, BCR auf der Strecke Beijing–Kowloon

Die CRH6 wird in drei Haupttypen eingeteilt, je nach Einsatzbereich:
- CRH6A ist die Hochgeschwindigkeitsversion mit einer zulässigen Höchstgeschwindigkeit von 250 km/h und einer Reisegeschwindigkeit von 220 km/h für den Einsatz im Intercity-Verkehr. Es verwendet eine 2+2-Quersitzanordnung mit einstellbaren Sitzen. Es gibt eine Toilette in den Wagen 1, 3, 5 und 7.[3][4]
- CRH6F ist die Version mit einer zulässigen Höchstgeschwindigkeit von 180 km/h und einer Reisegeschwindigkeit von 160 km/h für den Einsatz im Regionalverkehr. Es verwendet eine 2+2-Quersitzanordnung mit nicht einstellbaren Sitzen. Es gibt eine Toilette in den Wagen 3 und 6.[3]
- CRH6S mit einer ausgelegten Höchstgeschwindigkeit 140 km/h, für den Einsatz im Nahverkehr. Es wird mit Längssitzgelegenheiten ausgestattet, die denen von U-Bahnen mit mehr und größeren Türen für ein schnelleres Ein- und Aussteigen ähneln. Es gibt keine Exemplare im aktuellen Fahrdienst, aber es wird erwartet, dass die im Aufbau befindliche Suiguanshen ICR diese nutzen wird.

Am 29. Dezember 2009 bestellte die MOR 22 Züge der 160 km/h-Ausführung und 10 Züge der 200 km/h-Ausführung (mit 6 Wagen) bei CSR Puzhen, ein Auftrag im Wert von 2346 Millionen RMB,. Später ist die Bestellung in 24 CRH6 umgewandelt und bis Ende 2012 ausgeliefert worden.

## Varianten

### CRH6A
| Wagennummer  | 1         | 2         | 3         | 4         | 5         | 6         | 7         | 8         |
| ------------ | --------- | --------- | --------- | --------- | --------- | --------- | --------- | --------- |
| Bezeichnung  | Tc        | M         | M         | Tp        | T         | Mp        | M         | Tc        |
| Nummerierung | ZE xxxx01 | ZE xxxx02 | ZE xxxx03 | ZE xxxx04 | ZE xxxx05 | ZE xxxx06 | ZE xxxx07 | ZE xxxx00 |
| Sitzplätze   | 45        | 64        | 64        | 62        | 64        | 64        | 64        | 50        |

### CRH6F
| Wagennummer  | 1  | 2 | 3 | 4  | 5 | 6  | 7 | 8  |
| ------------ | -- | - | - | -- | - | -- | - | -- |
| Bezeichnung  | Tc | M | M | Tp | T | Mp | M | Tc |
| Nummerierung |    |   |   |    |   |    |   |    |
| Sitzplätze   |    |   |   |    |   |    |   |    |

### CRH6S
| Wagennummer  | 1 | 2 | 3 | 4 |
| Bezeichnung  |   |   |   |   |
| Nummerierung |   |   |   |   |
| Sitzplätze   |   |   |   |   |
| ------------ | - | - | - | - |

## Linien

### Fernverkehr

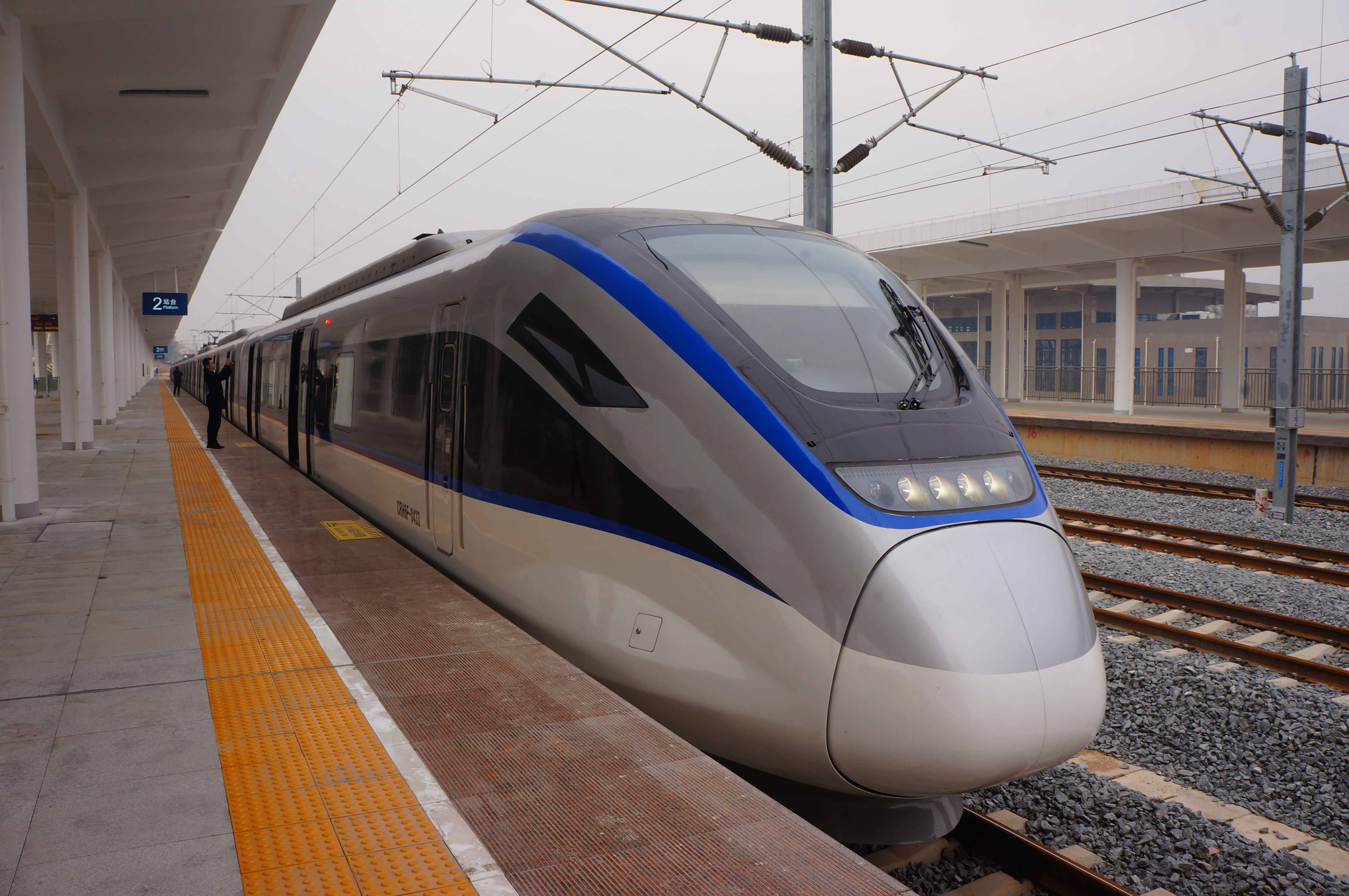
Ein CRH6F der Changsha–Zhuzhou–Xiangtan Intercity Railway in der Changsha West Railway Station im Dezember 2017

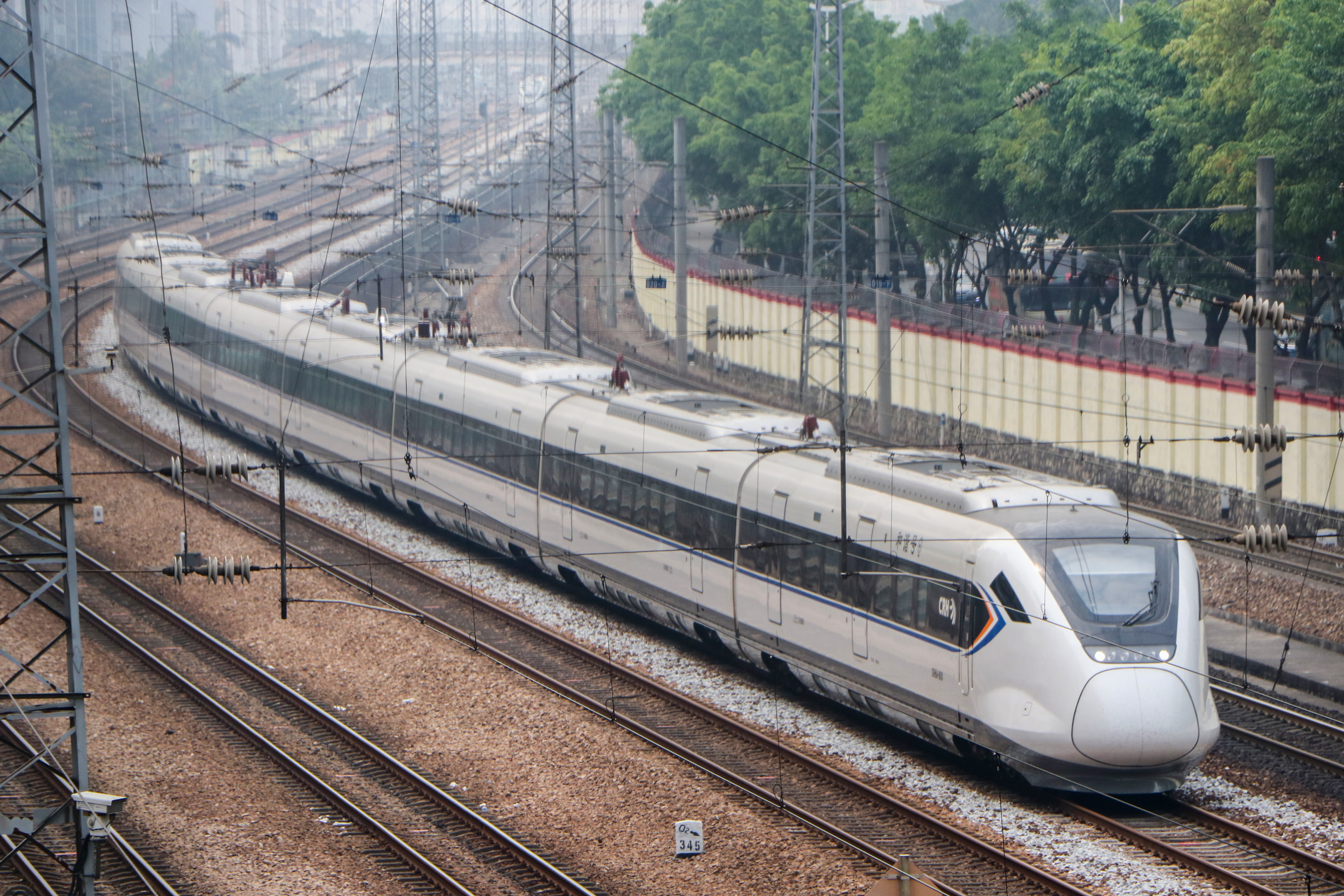
CRH6A der Guangzhou-Shenzhen Railway im März 2018

#### Im Einsatz
- Ningbo–Yuyao intercity railway
- Qinbei-Schnellfahrstrecke (Qinbei HSR)
- Shaoxing Tourism New Transit railway
- Dongguan–Huizhou intercity railway (Guanhui ICR)
- Changzhutan Intercity Railway
- Guangzhou–Zhuhai intercity railway (Guangzhou ICR)[8]
- Jinshan Railway
- Sub-Central line der Beijing Suburban Railway
- Guangzhou–Shenzhen railway
- Zhengzhou–Xinzheng Airport intercity railway
- Zhengzhou–Kaifeng intercity railway
- Zhengzhou–Jiaozuo intercity railway

#### Geplant
- Guangzhou–Dongguan–Shenzhen intercity railway (Suiguanshen ICR)
- Foshan–Dongguan intercity railway (Foguan ICR)
- Guangzhou–Foshan circular intercity railway (Guangfo circular ICR)

### Abgeleitete Metrofahrzeuge

#### Im Einsatz
- Linie S1 (Wenzhou Metro) (CRH6S.[9])
- Flughafenlinie Peking[10], Triebzüge mit vier oder acht Wagen[11]
- Linie 17 (Chengdu Metro)
- Linie 18 (Chengdu Metro)
- Linie 19 (Chengdu Metro)
- Linie 18 (Guangzhou Metro)
- Linie 22 (Guangzhou Metro)
- Linie S2 (Wenzhou Metro)